# Échec et Mat (revue)
Échec et Mat est une revue d'échecs créée en octobre 1994 par la Fédération française des échecs (FFE) sous la présidence (1989-2004) de Jean-Claude Loubatière. Le siège social d'Échec et Mat se situe à Montpellier, ville du club d'échecs d'origine de Jean-Claude Loubatière,.

## Parution
La parution d'Échec et Mat était semi-mensuelle (le nombre de numéros par an varie, il est en général un peu en dessous de un par mois, le numéro de septembre marquant la fin de l'abonnement annuel). 
- Commission paritaire : n° 75 538[3]

## Rubriques
- Éditorial du Président de la FFE
- Pages reportages (différents championnats et tournois majeurs, y compris le championnat du monde et certains tournois étrangers, interviews de joueurs (en général ayant gagné des tournois ou ayant fait une belle saison/performance))
- Les pages Jeunes (championnats jeunes, scolaires, problèmes/exercices…)
- Tournois régionaux : Les tournois fermés, Les prochains tournois, Les Opens
- Pages techniques (pratique, problèmes, arbitrage…)
- Vent de ligues (actualités des ligues régionales d'échecs)
- L'œil en coin (Le coin-coin des bouquins, solutions des exercices…)
- Promotions en page de garde et quatrième de couverture[3].

Ainsi, Échec et Mat ne couvrait pas tous les aspects qu'on aurait attendus d'une revue fédérale (budget, choix de dépenses, et présentation de tous les candidats lors des élections, notamment). En revanche, elle rendait compte d'événements internationaux, entrant ainsi dans une relative  concurrence avec la revue grand public Europe Échecs. Depuis janvier 2014, en partenariat avec cette dernière, la Fédération française des échecs fait paraître 4 pages d'informations fédérales dans chaque numéro d'Europe Échecs.

## Évolution
Jusqu'au numéro 80 (année 2005), la revue a été accessible à tous les licenciés qui pouvaient s'y abonner à un coût modique. Par la suite, pour des raisons budgétaires, pendant environ cinq ans, la revue a été envoyée gratuitement bimestriellement à chaque club affilié à la Fédération Française des Échecs. En mai 2010, la FFE a remplacé Échec et Mat par la revue Échec et Mat Junior qu'elle avait hébergée depuis janvier 2007 en tant que supplément,, et qui est spécifiquement dédiée aux débutants. En effet, en 2010, la revue papier Échec et Mat a elle-même été supplantée par le site internet de la Fédération. Les informations fédérales sont maintenant indiquées sur http://www.echecs.asso.fr/.